# 1965 في لبنان
فيما يلي قوائم الأحداث التي وقعت خلال عام 1965 في لبنان.